# Martyn J. Fogg
Martyn J. Fogg (n. 3 iulie 1960) este un astronom britanic cunoscut, specializat în teoria terraformarii.

### Exemple de articole tehnice
- A Arhivat în 5 martie 2006, la Wayback Machine.
- The Ethical Dimensions of Space Settlement,

1. ↑  Martyn J. Fogg, Internet Speculative Fiction Database, accesat în 9 octombrie 2017